# 第5航空艦隊 (ドイツ空軍)
第5航空艦隊（だい5こうくうかんたい Luftflotte 5）は第二次世界大戦中のドイツ空軍の組織。航空艦隊はドイツ空軍における最大規模の編制であり、空軍最高司令部(OKL)の直接指揮を受ける。
第1から第4航空艦隊は第二次世界大戦以前から編成されていたが、この第5航空艦隊は大戦勃発後の1940年4月12日に設立された。ナチスドイツの北欧侵攻は4月9日から開始されており、これに対応して編成されたものである。ハンブルクで編成されたが、4月24日にオスロヘ移動し、ノルウェー領内の戦闘を担当した。
北欧の戦いは6月には終了したが、引き続きバトル・オブ・ブリテンに投入され、ノルウェーやデンマークから北海越えでブリテン島北東部に対し長距離攻撃を実施した。その後は北欧における防空やバレンツ海・ノルウェー海・大西洋における哨戒・船団攻撃を行なっていた。他の重要戦線へ戦力が引き抜かれ、1944年9月に解体された。